# 남자는 괴로워 41
남자는 괴로워 41(男はつらいよ 寅次郞心の旅路: Tora-San Goes To Vienna)은 일본에서 제작된 야마다 요지 감독의 1989년 코미디 영화이다. 아츠미 키요시 등이 주연으로 출연하였다.

## 출연

### 주연
- 아츠미 키요시
- 바이쇼 치에코

### 조연
- 타케시타 케이코
- 아와지 케이코
- 에모토 아키라
- 마에다 긴
- 시모조 마사미
- 미사키 치에코
- 요시오카 히데타카
- 다자이 히사오
- 류 치슈